# Salvo (Sänger)
Salvatore „Salvo“ Ingrassia (* 9. Januar 1952) ist ein Schweizer Sänger und Entertainer mit italienischen Wurzeln. Sein Vater war Coiffeur und ebenfalls musikalisch aktiv.

## Leben und Karriere
Im Jahr 1957 emigrierte Salvo mit seinen Eltern in die Schweiz. Er wurde Primarlehrer und widmete sich seit 1977 verstärkt der Musik. Im selben Jahr liess er sich in Netstal im Schweizer Kanton Glarus einbürgern. Einige Jahre wohnte er in Glarus und besass dort auch ein Aufnahmestudio. Bekannt wurde er vor allem durch das Lied Losed Sie, Frau Küenzi, (C.Brunner/Ch.Lewinsky), mit dem er 1989 den Grand Prix der Volksmusik gewann. Das Album Losed Si Frau Küenzi erzielte eine Goldene Schallplatte.
Daneben arbeitet Salvo als Musikproduzent, unter anderem produzierte er die erste Single (Vinyl) für DJ BoBo (I Love You). Zehn Jahre förderte er Francine Jordi, und «lieh» sie für eine Probeaufnahme an den Musikerkollegen Mustac aus. Das Feuer der Sehnsucht war das Resultat aus dieser Beziehung. Zudem begannen weitere namhafte Künstler, wie Schmirinski’s, Marianne Cathomen, Paloma ihre Karriere in Zusammenarbeit mit Salvo. Als Erschaffer zahlreicher Kinderlieder ist er heute noch unterwegs. Die Diskografie von Salvo beinhaltet Mundart Entertainment, Pop, Canzonis sowie Rock und Blues. Seit der Heirat komponiert und singt er auch im Duett mit seiner Ehefrau (Salvo & Stefanie).